# کریس بونچ
کریس بونچ (انگلیسی: Chris Bunch؛ ۲۲ دسامبر ۱۹۴۳ – ۴ ژوئیهٔ ۲۰۰۵) یک پدیدآور، و رمان‌نویس اهل ایالات متحده آمریکا بود.